# Parker (Texas)
Parker is een plaats (city) in de Amerikaanse staat Texas, en valt bestuurlijk gezien onder Collin County. In Parker staat de beroemde Southfork Ranch uit de televisieserie Dallas.

## Demografie
Bij de volkstelling in 2000 werd het aantal inwoners vastgesteld op 1379.
In 2006 is het aantal inwoners door het United States Census Bureau geschat op 2630, een stijging van 1251 (90,7%).

## Geografie
Volgens het United States Census Bureau beslaat de plaats een oppervlakte van
13,4 km², geheel bestaande uit land.

## Plaatsen in de nabije omgeving
De onderstaande figuur toont nabijgelegen plaatsen in een straal van 12 km rond Parker.